# Runowo Pomorskie (stacja kolejowa)

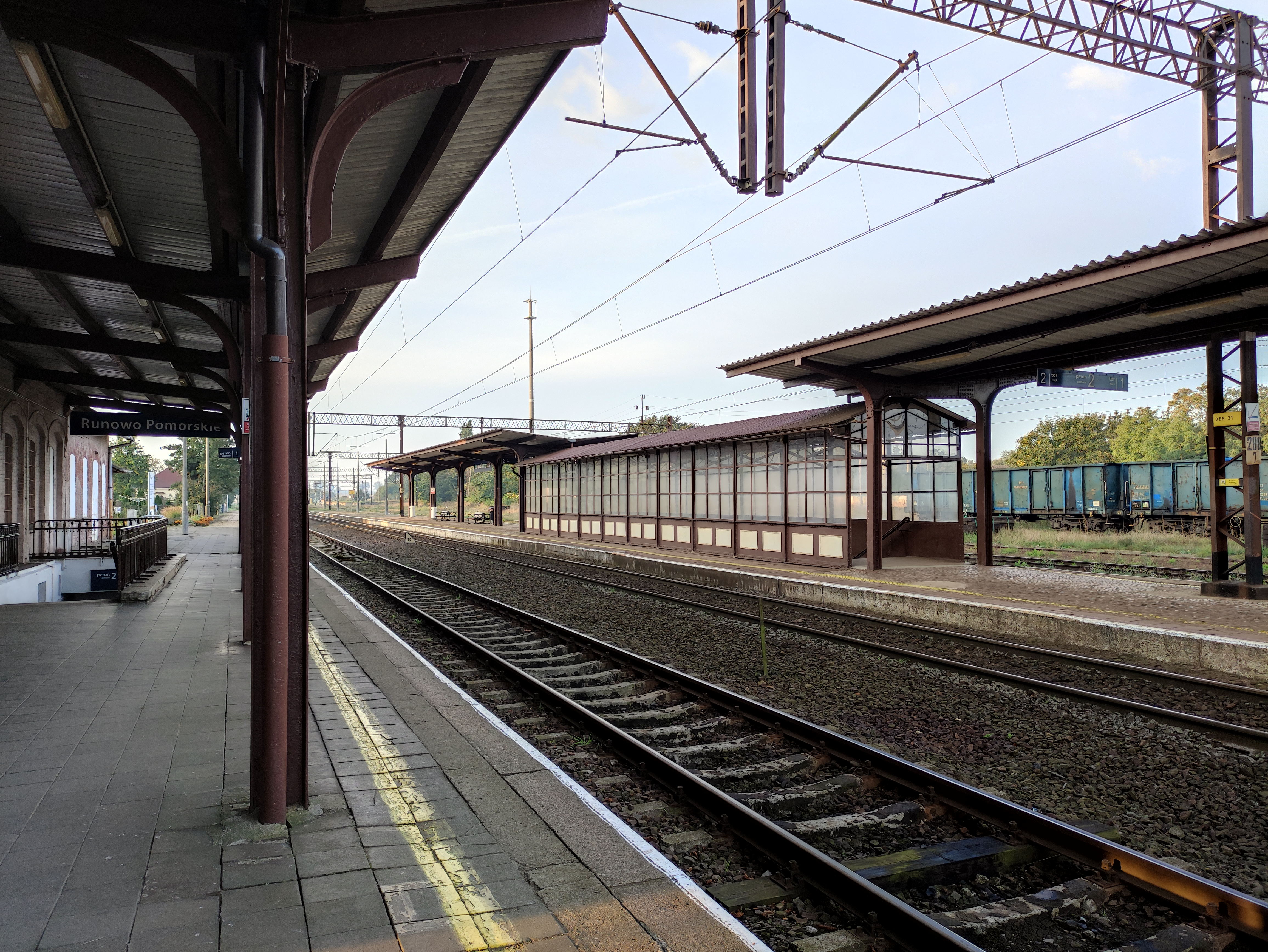
Perony na stacji

Runowo Pomorskie – stacja kolejowa w Runowie Pomorskim, w województwie zachodniopomorskim, w Polsce. Według klasyfikacji PKP ma kategorię dworca lokalnego.

## Ruch pasażerski
| Rok  | Wymiana pasażerska na dobę |
| ---- | -------------------------- |
| 2017 | 200-299                    |
| 2022 | 300-499                    |

Na stacji znajduje się wieża ciśnień ze zbiornikiem w kształcie kuli (podobne znajdują się w Polsce tylko w Korszach oraz Dąbrównie).

## Połączenia
- Białogard (REGIO, IC)
- Białystok (IC)
- Biały Bór (REGIO)
- Chociwel (REGIO, IC)
- Czaplinek (REGIO)
- Drawsko Pomorskie (REGIO)
- Elbląg (IC)
- Ełk (IC)
- Gdańsk (IC)
- Gdynia (IC)
- Giżycko (IC)
- Kętrzyn (IC)
- Korsze (IC)
- Koszalin (REGIO, IC)
- Lębork (IC)
- Łobez (REGIO, IC)
- Malbork (IC)
- Miastko (REGIO)
- Morąg (IC)
- Olsztyn (IC)
- Pasłęk (IC)
- Sławno (REGIO, IC)
- Słupsk (REGIO, IC)
- Sopot (IC)
- Stargard (REGIO, IC)
- Szczecin (REGIO, IC)
- Szczecinek (REGIO)
- Świdwin (REGIO, IC)
- Tczew (IC)
- Wejherowo (IC)
- Węgorzyno (REGIO)
- Złocieniec (REGIO)[5]